# Parvicursor

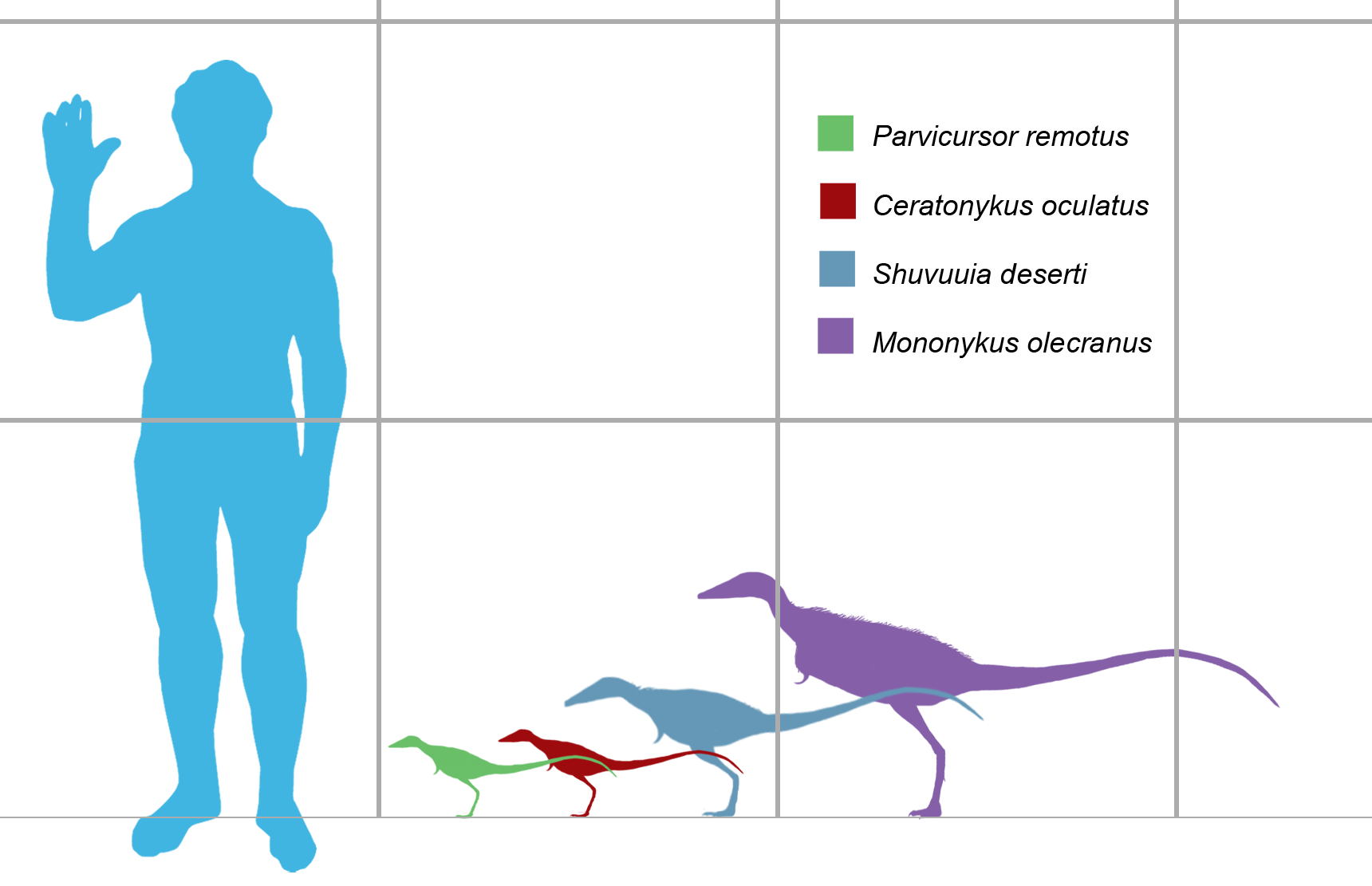
Tamanho de P. remotus (verde) em comparação com outros pequenos alvarezsaurids

Parvicursor ("pequeno corredor") é um gênero representado por uma única espécie muito pequena de dinossauro terópode da família Alvarezsauridae, que viveu no final do período Cretáceo, cerca de 83 e 71 milhões de anos atrás, no Campaniano, onde hoje é a Ásia. Parvicursor era um pequeno dinossauro com longas e robustas pernas adaptadas à corrida rápida. Media apenas 39 centímetros do focinho até a ponta da cauda e seu peso era de 162 gramas. É um dos menores dinossauros não-aviários conhecidos.